# Sulfid zinečnatý
Sulfid zinečnatý (zastarale sirník zinečnatý) je anorganická sůl sulfanu a hydroxidu zinečnatého se vzorcem ZnS. Jedná se o bílou, krystalickou látku (navzdory tomu, že sfalerit je tmavý), která není rozpustná ve vodě, podobně jako většina sulfidů.

## Struktura
Sulfid zinečnatý tvoří dvě polymorfní modifikace. V obou formách mají atomy zinku a síry tetraedrickou koordinaci. Stabilnější kubická forma se označuje jako sfalerit. Hexagonální forma, wurtzit, je vzácnější a lze ji připravit i synteticky. Transformace wurtzitu na sfalerit probíhá při teplotě 1020 °C.

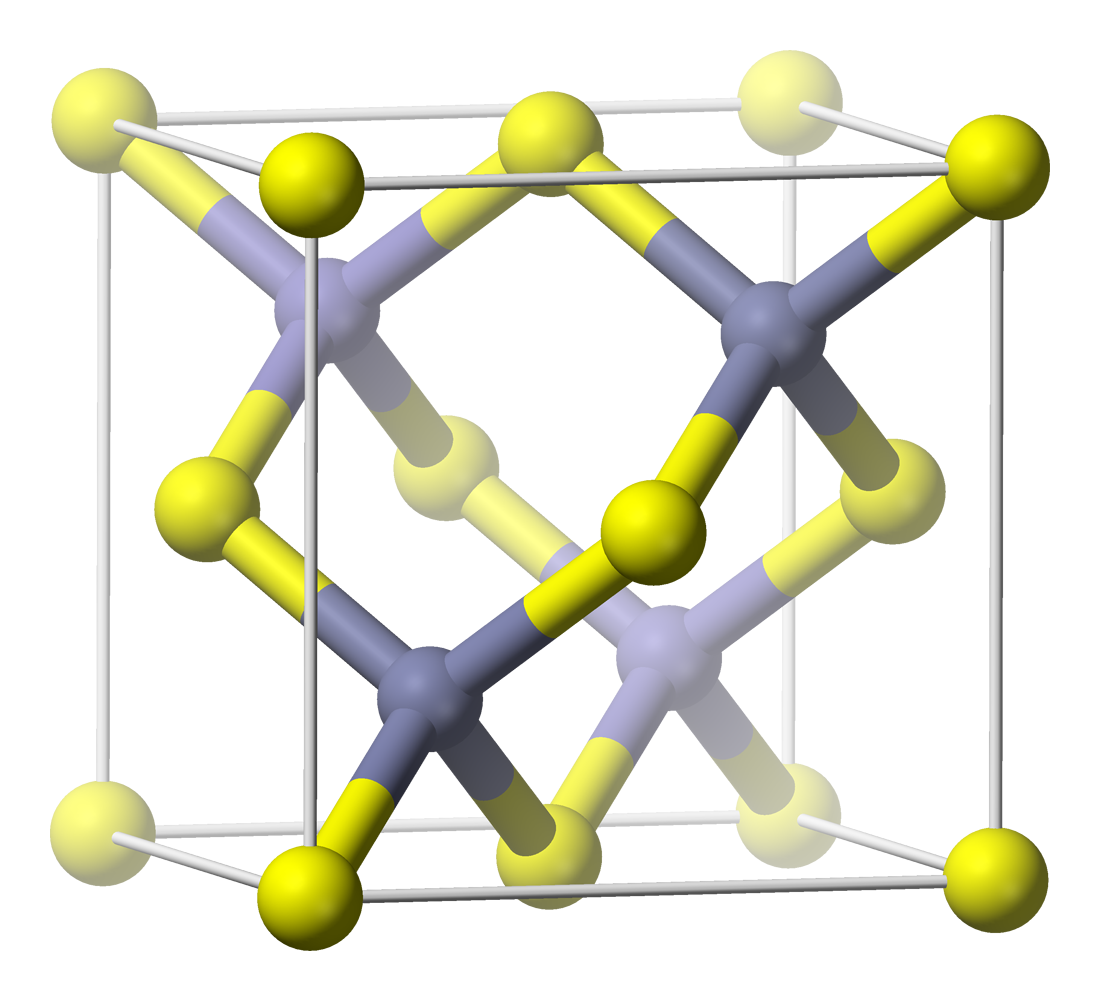
Struktura sfaleritu
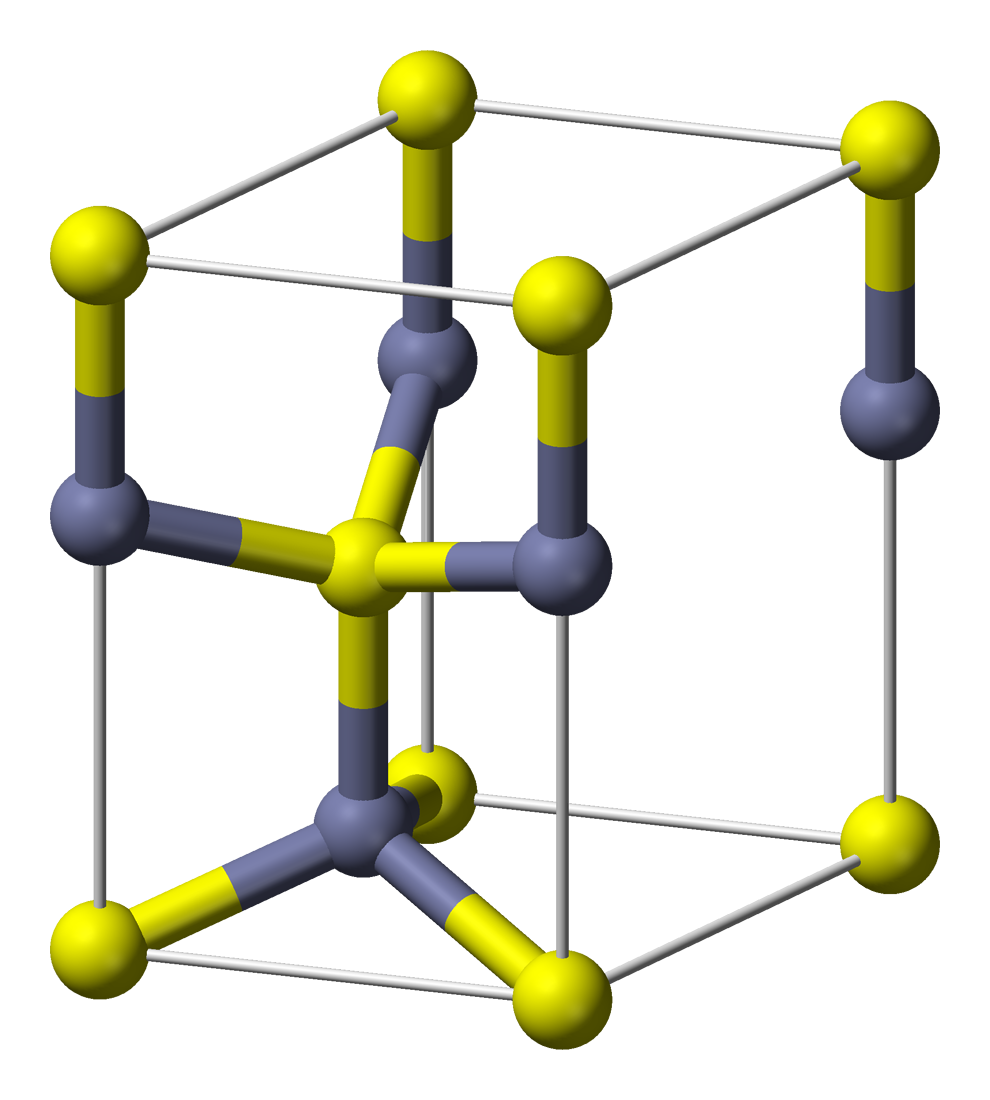
Struktura wurtzitu

## Výroba a reakce
Tuto látku je možno vyrábět reakcí zinečnatých solí, nejlépe rozpuštěných v rozpouštědle, a sulfidů alkalických kovů. Tato reakce se využívá v analytické chemii, vzniká bílá sraženina. Můžeme si uvést například reakci sulfidu sodného (Na2S) se síranem zinečnatým (ZnSO4), za vzniku sulfidu zinečnatého a síranu sodného (Na2SO4):
Na2S (aq) + ZnSO4 (aq) → ZnS (s) + Na2SO4 (aq)
Průmyslově je možno tuto látku vyrábět reakcí síry s kovovým zinkem, podle rovnice:
S8 + 8 Zn → 8 ZnS
Tato látka se především využívá na výrobu kovového zinku z přírodního sulfidu zinečnatého, který je obsažen ve sfaleritu. Reakce probíhá ve dvou stupních. Nejprve vznikne se vzdušným kyslíkem oxid zinečnatý a oxid siřičitý, který se musí zachycovat odsiřovacím zařízením, následně se z oxidu uhlíkem vyredukuje kovový zinek:
2 ZnS + 3 O2 → 2 ZnO + 2SO2
2 ZnO + C → 2 Zn + CO2
Při této reakci nevzniká příliš čistý kov, dostatečně na galvanické pokovování, ale ne na chemické využití, jelikož je skoro vždy kontaminován železem, olovem, cínem, kadmiem, sírou, uhlíkem, stopami stříbra, manganu a jinými látkami. Pro chemické a farmaceutické využití se používá zinek přečištěný různými chemickými procesy.
Tato látka se silnějšími kyselinami reaguje za vzniku sirovodíku:
ZnS + 2 HCl → H2S + ZnCl2
Jelikož vznikající sulfan je toxický, řadí se ZnS mezi mírně nebezpečné látky (viz NFPA). Při požití by tato látka v žaludku reagovala se zředěnou kyselinou chlorovodíkovou, tato reakce však probíhá pomalu.

## Využití

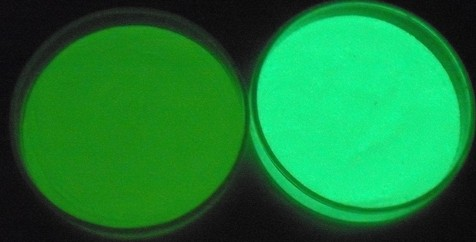
Po 1 minutě ve tmě. Sulfid zinečnatý je vlevo.

Sulfid zinečnatý  se využívá na výrobu zinku, rovnice je zmíněna výše. 

### Luminiscenční materiál
Sulfid zinečnatý s velmi malými množství příměsí (aktivátoru) vykazuje fosforescenci, takže lze využít jako luminofor.  Jako příměsi se používají stříbro, mangan či měď. Pokud je jako příměs použito kovové stříbro, směs svítí (fosforeskuje) modrým světlem o vlnové délce 450 nm. Pokud je jako příměs použit kovový mangan, svítí oranžovo-červeně, o vlnové délce asi 590 nm. Pokud je použita měď, svítí materiál zeleně. Obecně je sulfid zinečnatý je poměrně slabý luminofor. Obrázek porovnává sulfid zinečnatý a hlinitan strontnatý (se sloučeninami europia a dysprosia). Fotografie je pořízena po jedné minutě svícení. Je patrné, je hlinitan strontnatý je silnější luminofor. 

### Optický materiál
Čistý sulfid zinečnatý se využívá v optice jako materiál s velkým indexem lomu ve viditelné oblasti pro výrobu vrstev s vyšší odrazivostí.  V infračervené oblasti se využívá pro výrobu optických prvků, např. transparentních okének a čoček.

### Využití jako barvící materiál
Sulfid zinečnatý se používá jako pigment.